# Georg Riedesel zu Eisenbach (Landrat)
Georg Ernst Adolf Riedesel Freiherr zu Eisenbach (* 5. Februar 1876 in Lauterbach; † 3. Oktober 1934 in Altenburg) war ein deutscher Verwaltungsjurist und Landrat.

## Leben
Riedesel zu Eisenbach entstammte dem hessischen Uradelsgeschlecht Riedesel zu Eisenbach. Er war der Sohn des hessischen Erbmarschalls Georg Riedesel zu Eisenbach (Erbmarschall, 1845) und dessen Ehefrau Anna, geborene von Stülpnagel. Riedesel zu Eisenbach heiratete am 5. Oktober 1905 auf Schloss Westhusen Minette von Sydow (* 1. Juli 1885 in Wischlingen). Sie war die Tochter des Rittergutsbesitzers und Rittmeisters Konrad von Sydow. Aus der Ehe gingen vier Söhne und eine Tochter hervor.
Riedesel zu Eisenbach erhielt zunächst Privatunterricht und besuchte dann von August 1887 bis September 1889 das Wettiner Gymnasium in Dresden. Ab Herbst 1889 besuchte er das Ludwig-Georgs-Gymnasium in Darmstadt und ab Herbst 1890 das Großherzogliche Neue Gymnasium in Darmstadt. Am 22. Februar 1894 legte er das Abitur ab und studierte dann an den Universitäten Genf, Berlin, Leipzig und Marburg Rechtswissenschaften. Das erste juristische Staatsexamen legte er am 5. März 1897 am Landgericht Kassel mit der Note „ausreichend“ ab. Danach war er als Rechtsreferendar beim Amtsgericht Großenlüder, dem Landgericht und der Staatsanwaltschaft Kassel tätig. Ab dem 4. Oktober 1900 war er Regierungsreferendar bei der Regierung und dem Landratsamt Königsberg und zeitweise Vertreter des Bürgermeisters von Ortelsburg. Am 14. November 1903 legte er das zweite Staatsexamen („ausreichend“) ab. Ab dem 12. Dezember 1903 war er Regierungsassessor und im Kreis Neuß, dem Oberpräsidium Münster und der Regierung Kassel tätig. Zum 12. Dezember 1908 wurde er kommissarischer Landrat im Landkreis Hofgeismar, wo er am 29. Mai 1909 definitiv Landrat wurde. Am 31. März 1919 schied er auf eigenen Wunsch ohne Ruhegehalt aus dem Staatsdienst aus. Er wollte sich in den Wirren der Novemberrevolution um die Verwaltung seines Gutes kümmern.
1894/95 war er als Einjährig-Freiwilliger beim 1. Garde-Feldartillerie-Regiment der Preußischen Armee. 1898 wurde er Leutnant der Reserve, 1909 Oberleutnant der Reserve. 